# براتنس
براتنس (انگلیسی: Braathens) شرکت هواپیمایی نروژی است، که در سال ۱۹۴۶ تأسیس شد.